# Dion Charles
Dion Charles (Preston, 7 ottobre 1995) è un calciatore nordirlandese, attaccante dell'Huddersfield Town e della nazionale nordirlandese.

## Caratteristiche tecniche
Attaccante che trova la propria collocazione come punta centrale, la sua tecnica offensiva si basa su un gioco lineare coniugando abilità di posizionamento e precisione di tiro, sfrutta bene le opportunità di gioco anche nella profondità. Ha un tiro potente, il suo piede forte è il destro ma calcia bene usando pure il sinistro. Giocatore molto scattante, sa anche avvalersi del tiro di prima intenzione, inoltre ha una buona percentuale di successo nei calci di rigore.

## Carriera

### Club

#### Fylde e Fleetwood Town
La carriera da professionista di Charles inizia nel 2014 in National League al Fylde, nella sua prima stagione realizza quattro gol, il primo con la rete del 5-0 sconfiggendo il Colwyn Bay, un altro nella vittoria per 4-0 contro il Worcester City oltre che nel pareggio per 2-2 contro il Chorley F.C. e infine è autore della rete del 6-4 in un match molto combattuto vinto ai danni del Gloucester City. Nella stagione 2015-2016 del campionato segna un gol scofiggendo per 2-1 il Bradford PA, un'altra rete la sigla battendo per 4-0 l'United of Manchester, realizza un gol battendo pure lo Stalybridge Celtic per 5-0, segna una doppietta prima pareggiando per 2-2 contro il Gainsborough Trinity e poi vincendo per 4-0 contro il Stockport County; in tutto disputa 55 partite con il Fylde segnando 18 gol, l'ultimo nella sconfitta per 3-2 contro il North Ferriby United. Ha vestito brevemente anche la maglia del Fleetwood Town dove gioca una sola partita, il 9 novembre 2016 perdendo per 4-2 contro il Carlisle.

#### Halifax Town e Southport
A partire dal 2017, per una sola stagione, gioca con l'Halifax Town dove Charles segna solo tre reti, contro l'United of Manchester, l'Harrogate Town e il Curzon Ashton vincendo tutte le partite con il risultato di 3-0. Successivamente continua a giocare in sesta divisione militando nel Southport, nella sua prima stagione segna quattro gol, realizza una rete contro il Tamworth e il Telford United vincendo entrambe le partite per 3-0, inoltre sengna una doppietta sconfiggendo per 4-2 il Darlington Football Club. Nella stagione successiva segna 14 reti, realizza una doppietta nelle vittorie contro il Nuneaton (4-1), il Leamington Football Club (5-1) e il Chorley F.C. (5-3) oltre che nel pareggio contro il Kidderminster (2-2). Conclude la sua esperienza con la squadra con un bilancio di 18 gol in 60 partite.

#### Accrington Stanley
Si trasferisce all'Accrington Stanley nella terza divisione inglese. Il primo gol con la maglia del nuovo club, militante in Football League One, arriva il 20 agosto 2019 in una sconfitta casalinga per 3-2 contro lo Shrewsbury Town; la sua prima stagione nel club termina con otto gol siglati in 33 partite giocate. segna una rete anche nel pareggio per 3-3 contro il Bristol Rovers, realizza un gol nella goleada che si è conclusa in favore dell'Accrington Stanley per 7-1 battendo il Bolton, segna una rete anche contro il Portsmouth prevalendo per 4-1 e un'altra vincendo per 2-1 contro il Wimbledon.
Nell'edizione 2020-2021 del campionato Charles sigla la sua prima doppietta con l'Accrington Stanley in occasione del match contro i MK Dons, partita terminata 2-1., poi un'altra nel pareggio per 2-2 contro il Lincoln City e nella vittoria per 2-1 ai danni del Doncaster Rovers, realizza anche una tripletta vincendo per 6-1 contro il Bristol Rovers. La sua parentesi all'Accrington Stannley durata tre anni termina nel gennaio del 2022, con uno score di 27 reti in 81 partite.

#### Bolton
Il 1º gennaio 2022 firma con il Bolton; esordisce con la nuova maglia l'11 gennaio 2022 in occasione del match perso per 2-0 in casa con il Wycombe. Sigla il suo primo gol con la nuova maglia il successivo 22 gennaio, segnando il gol decisivo per la vittoria in occasione del match contro lo Shrewsbury Town, una settimana dopo segnò la sua prima doppietta in occasione della goleada contro il Sunderland, partita poi terminata 6-0, un'altra doppietta la mette a segno sconfiggendo per 4-2 il Fleetwood Town.
Nell'edizione successiva del campionato realizza sedici reti, segna un gol contro il MK Dons, il Lincoln City e l'Exeter City vincendo per 2-0 tutte e tre le partite, è autore di una doppietta perdendo per 3-2 contro il Shrewsbury Town, realizza una tripletta battendo per 5-0 il Peterborough United, la sua rete inoltre decide il match che si conclude per 1-0 ai danni dell'Oxford United. Vince l'EFL Trophy, Charles segna un gol nella finale vinta per 4-0 contro il Plymouth Argyle. Segna quattordici reti nell'edizione 2023-2024 del campionato, realizza un gol battendo per 2-0 sia il Fleetwood Town che il Charlton, trasforma un rigore sconfiggendo per 3-2 lo Stevenage, il gol permette alla squadra di sconfiggere per 1-0 il Port Vale, inoltre segna una doppietta battendo prima il Cheltenham Town per 3-0 e poi prevalendo per 7-0 contro l'Exeter City.

### Nazionale
Ha giocato nella nazionale nordirlandese Under-21.
Il 28 marzo 2021 ha esordito con la nazionale maggiore giocando l'amichevole persa 1-2 contro gli Stati Uniti.
Il 23 marzo 2023 sigla i suoi primi due gol in nazionale, le due reti del successo per 2-0 contro San Marino, valevole per le qualificazioni ad Euro 2024.Con lo stesso risultato si conclude la partita vinta contro la Danimarca il 20 novembre 2023 dove Charles segna l'ultima rete del match.

## Statistiche

### Cronologia presenze e reti in nazionale
| Cronologia completa delle presenze e delle reti in nazionale ― Irlanda del Nord | Cronologia completa delle presenze e delle reti in nazionale ― Irlanda del Nord | Cronologia completa delle presenze e delle reti in nazionale ― Irlanda del Nord | Cronologia completa delle presenze e delle reti in nazionale ― Irlanda del Nord | Cronologia completa delle presenze e delle reti in nazionale ― Irlanda del Nord | Cronologia completa delle presenze e delle reti in nazionale ― Irlanda del Nord | Cronologia completa delle presenze e delle reti in nazionale ― Irlanda del Nord | Cronologia completa delle presenze e delle reti in nazionale ― Irlanda del Nord |
| Data                                                                            | Città                                                                           | In casa                                                                         | Risultato                                                                       | Ospiti                                                                          | Competizione                                                                    | Reti                                                                            | Note                                                                            |
| ------------------------------------------------------------------------------- | ------------------------------------------------------------------------------- | ------------------------------------------------------------------------------- | ------------------------------------------------------------------------------- | ------------------------------------------------------------------------------- | ------------------------------------------------------------------------------- | ------------------------------------------------------------------------------- | ------------------------------------------------------------------------------- |
| 28-3-2021                                                                       | Belfast                                                                         | Irlanda del Nord                                                                | 1 – 2                                                                           | Stati Uniti                                                                     | Amichevole                                                                      | -                                                                               | 60’                                                                             |
| 30-5-2021                                                                       | Klagenfurt am Wörthersee                                                        | Irlanda del Nord                                                                | 3 – 0                                                                           | Malta                                                                           | Amichevole                                                                      | -                                                                               | 62’                                                                             |
| 3-6-2021                                                                        | Dnipro                                                                          | Ucraina                                                                         | 1 – 0                                                                           | Irlanda del Nord                                                                | Amichevole                                                                      | -                                                                               | 89’                                                                             |
| 5-9-2021                                                                        | Tallinn                                                                         | Estonia                                                                         | 0 – 1                                                                           | Irlanda del Nord                                                                | Amichevole                                                                      | -                                                                               | 55’ 68’                                                                         |
| 8-9-2021                                                                        | Belfast                                                                         | Irlanda del Nord                                                                | 0 – 0                                                                           | Svizzera                                                                        | Qual. Mondiali 2022                                                             | -                                                                               | 68’                                                                             |
| 12-10-2021                                                                      | Sofia                                                                           | Bulgaria                                                                        | 2 – 1                                                                           | Irlanda del Nord                                                                | Qual. Mondiali 2022                                                             | -                                                                               | 82’                                                                             |
| 25-3-2022                                                                       | Lussemburgo                                                                     | Lussemburgo                                                                     | 1 – 3                                                                           | Irlanda del Nord                                                                | Amichevole                                                                      | -                                                                               | 63’ 80’                                                                         |
| 29-3-2022                                                                       | Belfast                                                                         | Irlanda del Nord                                                                | 0 – 1                                                                           | Ungheria                                                                        | Amichevole                                                                      | -                                                                               | 46’                                                                             |
| 2-6-2022                                                                        | Belfast                                                                         | Irlanda del Nord                                                                | 0 – 1                                                                           | Grecia                                                                          | UEFA Nations League 2022-2023 - 1º turno                                        | -                                                                               | 71’                                                                             |
| 9-6-2022                                                                        | Pristina                                                                        | Kosovo                                                                          | 3 – 2                                                                           | Irlanda del Nord                                                                | UEFA Nations League 2022-2023 - 1º turno                                        | -                                                                               | 68’                                                                             |
| 12-6-2022                                                                       | Belfast                                                                         | Irlanda del Nord                                                                | 2 – 2                                                                           | Cipro                                                                           | UEFA Nations League 2022-2023 - 1º turno                                        | -                                                                               | 69’                                                                             |
| 24-9-2022                                                                       | Belfast                                                                         | Irlanda del Nord                                                                | 2 – 1                                                                           | Kosovo                                                                          | UEFA Nations League 2022-2023 - 1º turno                                        | -                                                                               | 76’                                                                             |
| 27-9-2022                                                                       | Atene                                                                           | Grecia                                                                          | 3 – 1                                                                           | Irlanda del Nord                                                                | UEFA Nations League 2022-2023 - 1º turno                                        | -                                                                               | 68’                                                                             |
| 23-3-2023                                                                       | Serravalle                                                                      | San Marino                                                                      | 0 – 2                                                                           | Irlanda del Nord                                                                | Qual. Euro 2024                                                                 | 2                                                                               |                                                                                 |
| 26-3-2023                                                                       | Belfast                                                                         | Irlanda del Nord                                                                | 0 – 1                                                                           | Finlandia                                                                       | Qual. Euro 2024                                                                 | -                                                                               | 74’                                                                             |
| 16-6-2023                                                                       | Copenaghen                                                                      | Danimarca                                                                       | 1 – 0                                                                           | Irlanda del Nord                                                                | Qual. Euro 2024                                                                 | -                                                                               | 69’                                                                             |
| 19-6-2023                                                                       | Belfast                                                                         | Irlanda del Nord                                                                | 0 – 1                                                                           | Kazakistan                                                                      | Qual. Euro 2024                                                                 | -                                                                               | 72’                                                                             |
| 7-9-2023                                                                        | Lubiana                                                                         | Slovenia                                                                        | 4 – 2                                                                           | Irlanda del Nord                                                                | Qual. Euro 2024                                                                 | -                                                                               | 46’                                                                             |
| 10-9-2023                                                                       | Astana                                                                          | Kazakistan                                                                      | 1 – 0                                                                           | Irlanda del Nord                                                                | Qual. Euro 2024                                                                 | -                                                                               | 81’                                                                             |
| 17-10-2023                                                                      | Belfast                                                                         | Irlanda del Nord                                                                | 0 – 1                                                                           | Slovenia                                                                        | Qual. Euro 2024                                                                 | -                                                                               | 63’                                                                             |
| 17-11-2023                                                                      | Helsinki                                                                        | Finlandia                                                                       | 4 – 0                                                                           | Irlanda del Nord                                                                | Qual. Euro 2024                                                                 | -                                                                               | 60’                                                                             |
| 20-11-2023                                                                      | Belfast                                                                         | Irlanda del Nord                                                                | 2 – 0                                                                           | Danimarca                                                                       | Qual. Euro 2024                                                                 | 1                                                                               | 87’                                                                             |
| 5-9-2024                                                                        | Belfast                                                                         | Irlanda del Nord                                                                | 2 – 0                                                                           | Lussemburgo                                                                     | UEFA Nations League 2024-2025 - 1º turno                                        | -                                                                               | 46’                                                                             |
| 8-9-2024                                                                        | Plovdiv                                                                         | Bulgaria                                                                        | 1 – 0                                                                           | Irlanda del Nord                                                                | UEFA Nations League 2024-2025 - 1º turno                                        | -                                                                               | 59’                                                                             |
| 12-10-2024                                                                      | Zalaegerszeg                                                                    | Bielorussia                                                                     | 0 – 0                                                                           | Irlanda del Nord                                                                | UEFA Nations League 2024-2025 - 1º turno                                        | -                                                                               | 67’                                                                             |
| 15-10-2024                                                                      | Belfast                                                                         | Irlanda del Nord                                                                | 5 – 0                                                                           | Bulgaria                                                                        | UEFA Nations League 2024-2025 - 1º turno                                        | -                                                                               | 74’                                                                             |
| 15-11-2024                                                                      | Belfast                                                                         | Irlanda del Nord                                                                | 2 – 0                                                                           | Bielorussia                                                                     | UEFA Nations League 2024-2025 - 1º turno                                        | 1                                                                               | 75’                                                                             |
| 18-11-2024                                                                      | Lussemburgo                                                                     | Lussemburgo                                                                     | 2 – 2                                                                           | Irlanda del Nord                                                                | UEFA Nations League 2024-2025 - 1º turno                                        | -                                                                               | 76’                                                                             |
| 7-6-2025                                                                        | Copenaghen                                                                      | Danimarca                                                                       | 2 – 1                                                                           | Irlanda del Nord                                                                | Amichevole                                                                      | -                                                                               | 72’                                                                             |
| Totale                                                                          |                                                                                 | Presenze                                                                        | 29                                                                              |                                                                                 | Reti                                                                            | 4                                                                               |                                                                                 |

## Palmarès

### Club

#### Competizioni nazionali
- English Football League Trophy: 1

Bolton: 2022-2023